# NGC 2970
NGC 2970 је елиптична галаксија у сазвежђу Лав која се налази на NGC листи објеката дубоког неба.
Деклинација објекта је + 31° 58' 39" а ректасцензија 9h 43m 31,0s. Привидна величина (магнитуда) објекта NGC 2970 износи 13,7 а фотографска магнитуда 14,7. Налази се на удаљености од 26,7000 милиона парсека од Сунца. NGC 2970 је још познат и под ознакама MCG 5-23-30, MK 405, CGCG 152-59, KUG 0940+322, NPM1G +32.0218, PGC 27827.